# Трискайдекафобія

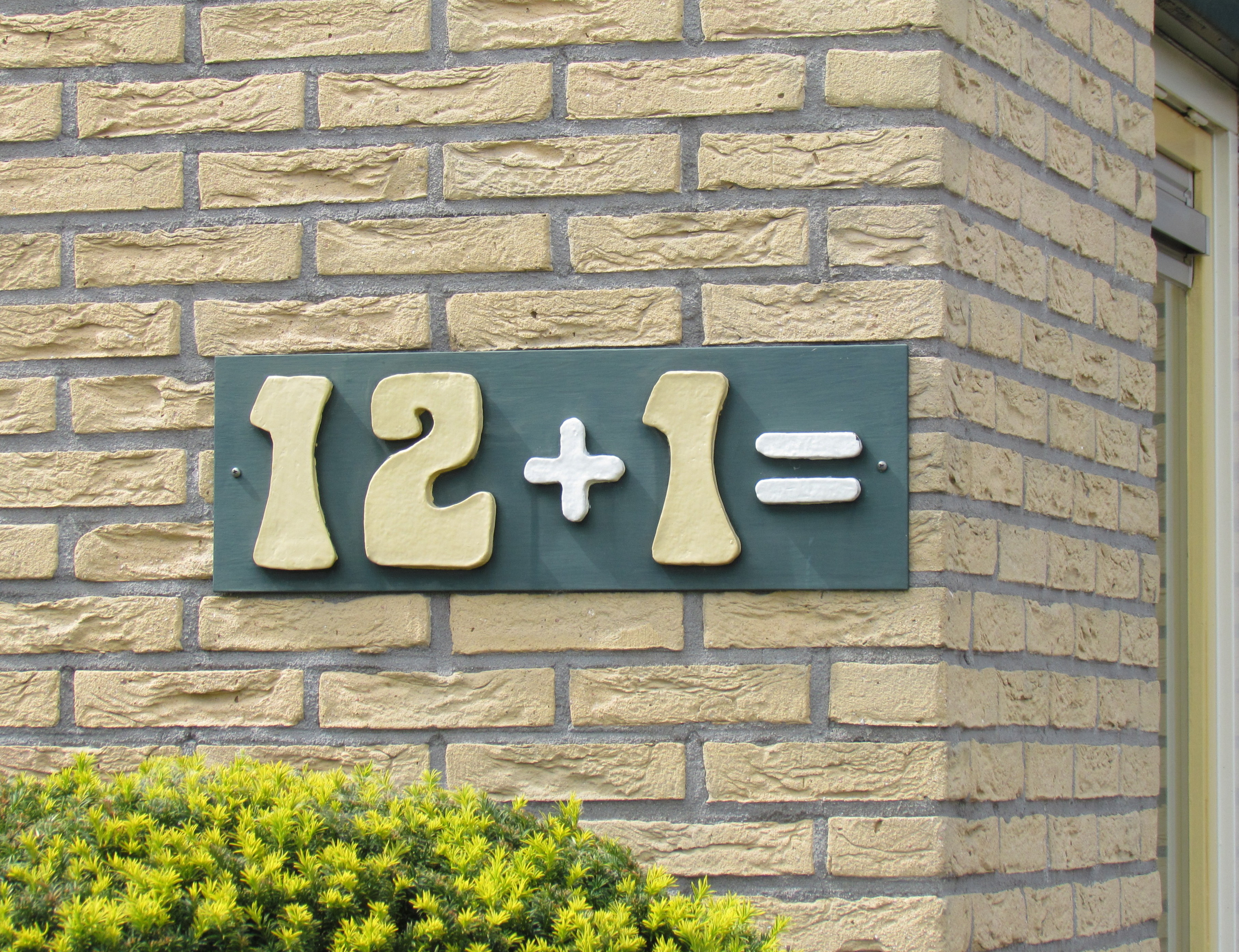
Неявно пронумерований тринадцятий будинок в Апелдорні.

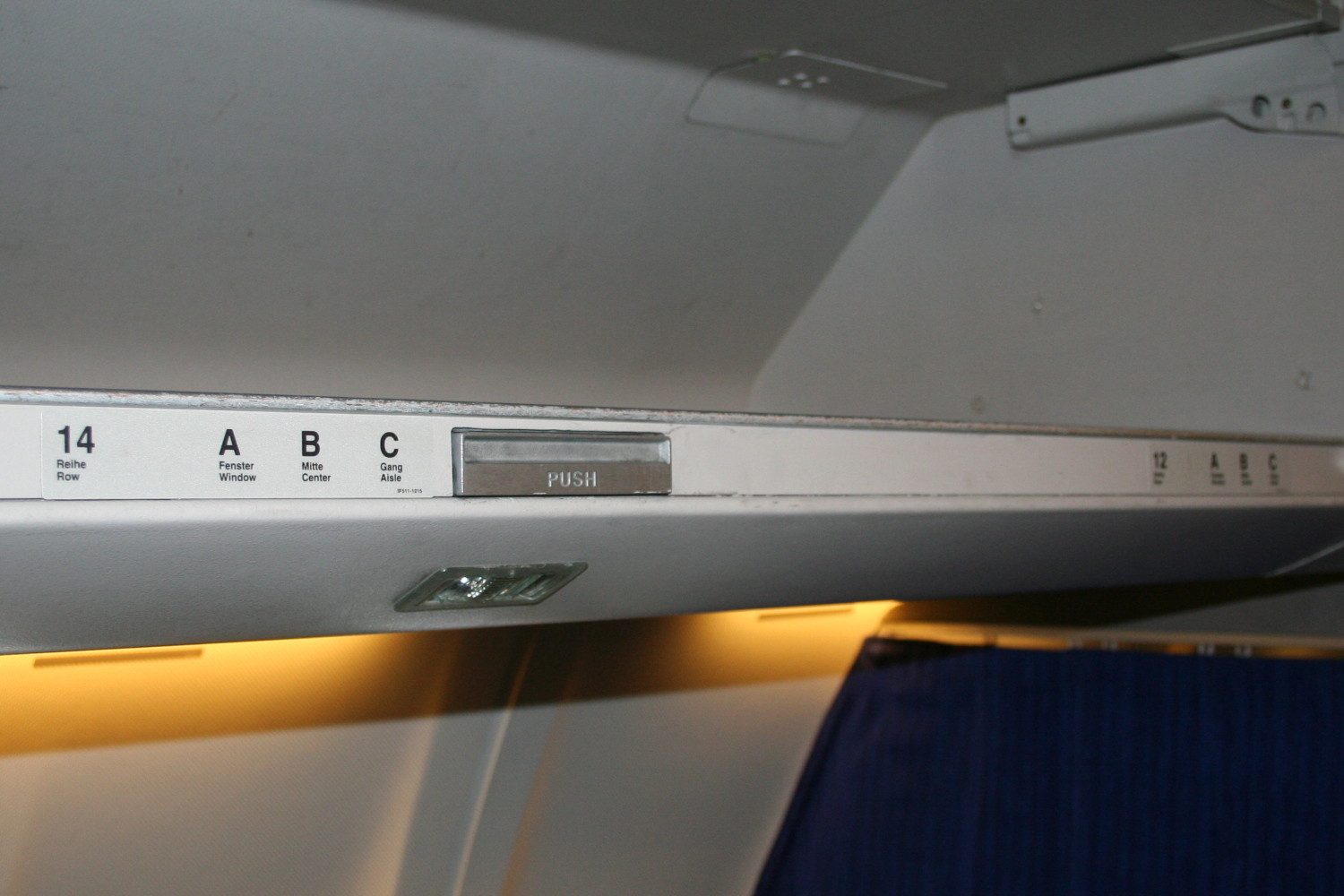
Відсутність тринадцятого ряду в літаку Lufthansa.

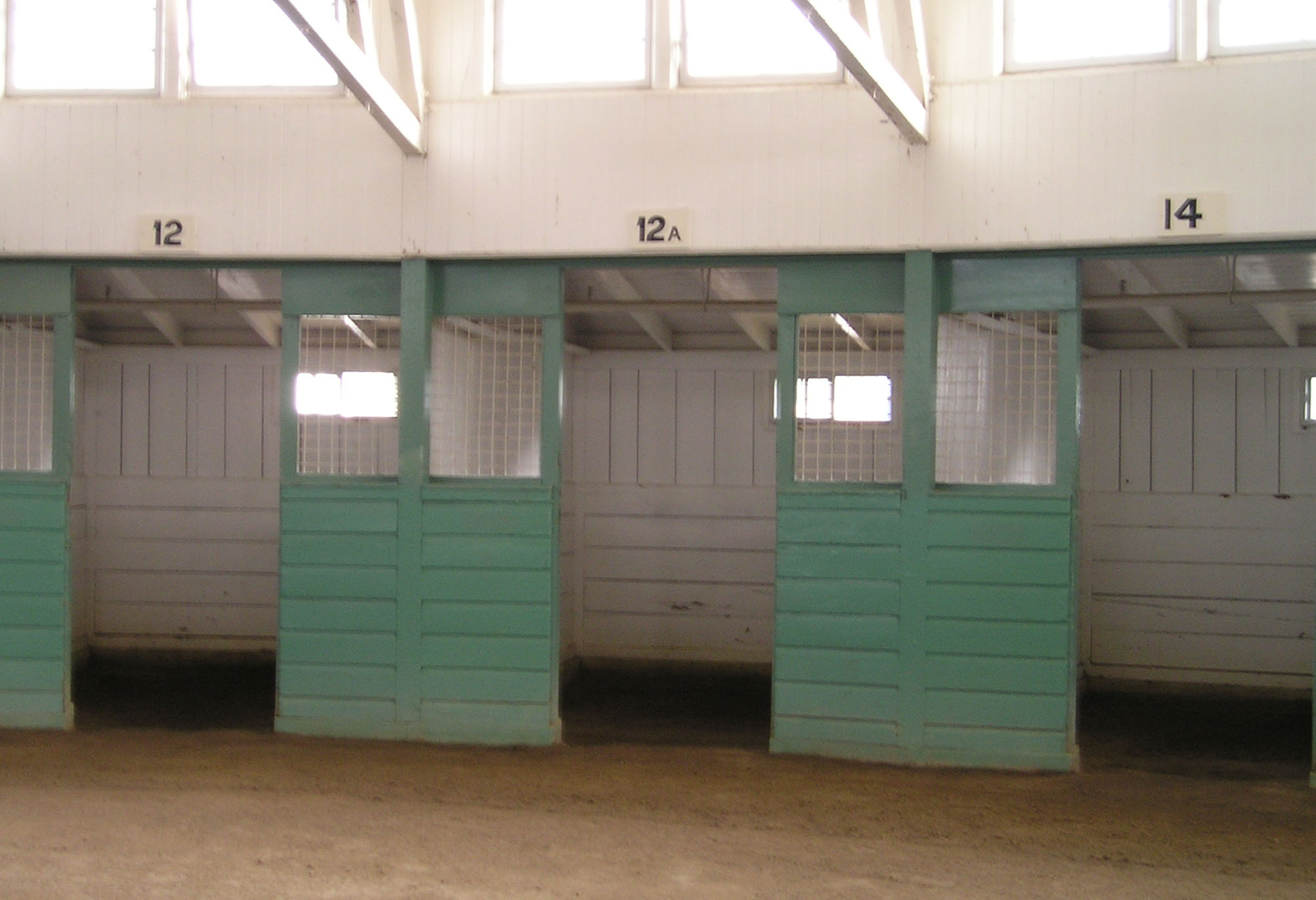
Відсутнє тринадцяте число.

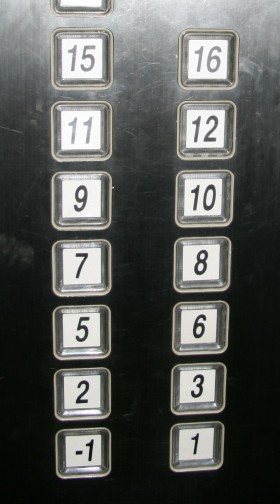
Світлина, знята у ліфті житлового багатоквартирного будинку в Шанхаї. Поверхи 0, 4, 13 і 14 «зникли безвісти».

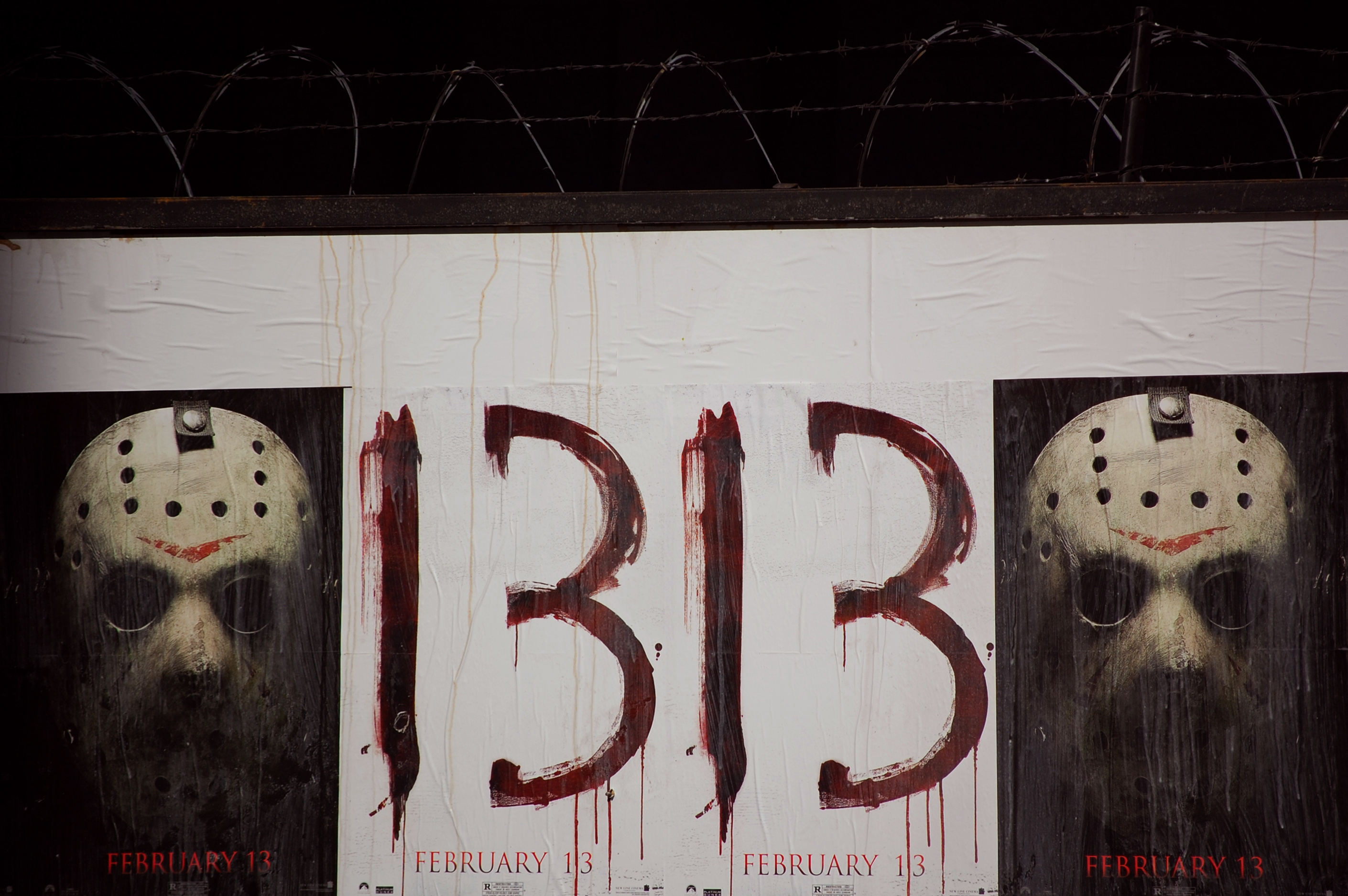

Трискайдекафобія (англ. triskaidekaphobia, від дав.-гр. τρεισκαίδεκα — тринадцять і φόβος — страх) — хвороблива боязнь числа 13. Цей страх вважається марновірством, історично пов'язаним з релігійними забобонами. Специфічний страх перед п'ятницею 13-го називають параскаведекатріафобією або фриггатрискайдекафобіею.

## Причини
Нині серед дослідників немає єдиної думки про походження трискайдекафобії. За однією з версій, число 13 може вважатися «поганим» вже тільки тому, що воно більше 12, числа, яке є священним у багатьох народів. Крім того, існує біблійний переказ, побічно пов'язаний з числом 13 — на тайній вечері Юда Іскаріот, апостол, що зрадив самого Ісуса, сидів тринадцятим за столом. З цим переказом пов'язують найпоширенішу в XIX столітті прикмету, пов'язану з числом 13 — якщо за обіднім столом зібралися 13 людей, один з них помре протягом року після трапези. Пізніше в християнстві поширилося апокрифічне переконання, що Сатана був 13-м ангелом. За іншою версією, страх почасти викликаний і тим, що в єврейському календарі (місячно-сонячний календар) деякі роки складаються з 13 місяців, тоді як сонячний григоріанський і місячний ісламський календар завжди налічують лише 12 місяців у році. Трискайдекафобія має коріння і в міфології вікінгів: бог Локі був 13-м богом в древньоскандинавському пантеоні. Крім цього, карта XIII в колоді Таро позначає смерть.

## Відомі люди з трискайдекафобією
- Арнольд Шенберг[1]
- Франклін Рузвельт[2]
- Шолом-Алейхем[3]
- Стівен Кінг[4]
- Нік Ярріс[5]

## Схожі фобії
- Тетрафобія — боязнь числа 4. У готелях і лікарнях Китаю, Японії і Кореї рідко бувають четверті поверхи. У китайській мові числівник «чотири» кит.: 四 і дієслово «вмирати» кит.: 死 є омофонами, а в Японії й Кореї ці слова були запозичені з китайської.
- Гексакосіойгексаконтагексафобія — боязнь числа 666, так званого «числа звіра».